# Tipula (Eumicrotipula) albifasciata
Tipula (Eumicrotipula) albifasciata is een tweevleugelige uit de familie langpootmuggen (Tipulidae). De soort komt voor in het Neotropisch gebied.